# Rudolf Schonhoff
Rudolf Schonhoff (* 1. September 1952) ist ein ehemaliger deutscher Fußballspieler. Der Abwehrspieler hat in der Saison 1975/76 beim FC Schalke 04 zwei Spiele in der Fußball-Bundesliga absolviert.

## Karriere
Schonhoff, er war in der Jugend und der Amateurmannschaft der Schalker ausgebildet worden, wurde vom neuen Trainer Max Merkel bereits am 2. Spieltag der Saison 1975/76, den 16. August 1975, überraschend in der Bundesliga eingesetzt. Beim 5:1-Heimerfolg gegen den MSV Duisburg spielte er als Vorstopper an der Seite von Libero Klaus Fichtel und bildete zusammen mit Torhüter Norbert Nigbur, Jürgen Sobieray und Helmut Kremers die Abwehr des Gastgebers. Max Merkel wurde ab dem 10. März 1976 durch seinen vorherigen Assistenten Friedel Rausch abgelöst und im zweiten Bundesligaspiel von Rausch, am 20. März 1976, bei einer 1:4-Niederlage bei Eintracht Braunschweig, kam der Amateur zu seinem zweiten Bundesligaeinsatz. Er wurde in der 55. Minute für Vorstopper Ulrich van den Berg eingewechselt, konnte aber auch nicht den Hattrick des Braunschweiger Sturmführers Wolfgang Frank verhindern.
Mit seinen zwei Einsätzen reiht er sich in die Riege um Norbert Elgert (3-0), Dragan Mutibarič, Ulrich Bittcher (je 2-0) und Mathias Schipper und Friedhelm Schütte mit je einem Bundesligaeinsatz bei Schalke 04 in der Saison 1975/76 ein. Er spielte bis 1979 in der Schalker Amateurmannschaft, bevor er sich dem TSV Feldhausen anschloss.

## Veröffentlichungen
- Ein anderer Weg. Ein fußballbegeisterter Junge und die herrlichste Nebensache der Welt. edition fischer, Frankfurt am Main 2021, ISBN 978-3-86455-201-4.